# Parasitaxus usta
Parasitaxus usta és una espècie de conífera de la família Podocarpaceae, l'única del gènere Parasitaxus. És l'única gimnosperma paràsita.
És un arbust llenyós de fins a 1,8 m d'alt que es troba en llocs remots de Nova Caledònia va ser descrita primer per Vieillard el 1861.
Aquesta espècie no té arrels i s'enganxa a les arrels de l'espècie hoste Falcatifolium taxoides (un altre membre de la família Podocarpaceae) però no fa servir haustoris.